# Hình cụt
Trong hình học, hình cụt là một phần của khối đa diện (thường là hình nón hoặc hình chóp) nằm giữa một hoặc hai mặt phẳng song song cắt qua nó. Hình cụt vuông là khối nằm giữa mặt phẳng song song với mặt đáy của hình chóp vuông.
Hình cụt xuất hiện nhiều trong các lĩnh vực, như trong đồ họa máy tính, hình chóp cụt quan sát là một vùng không gian ba chiều mô phỏng phong cảnh xuất hiện trên màn hình.
Trong công nghiệp sản xuất hàng không vũ trụ, lớp vỏ chứa giữa hai tầng của một tên lửa nhiều tầng (như Saturn V) là một hình nón cụt.
Nếu các cạnh bên của hình cụt bằng nhau thì nó trở thành hình lăng trụ đều.

## Các thành phần, trường hợp đặc biệt và khái niệm liên quan

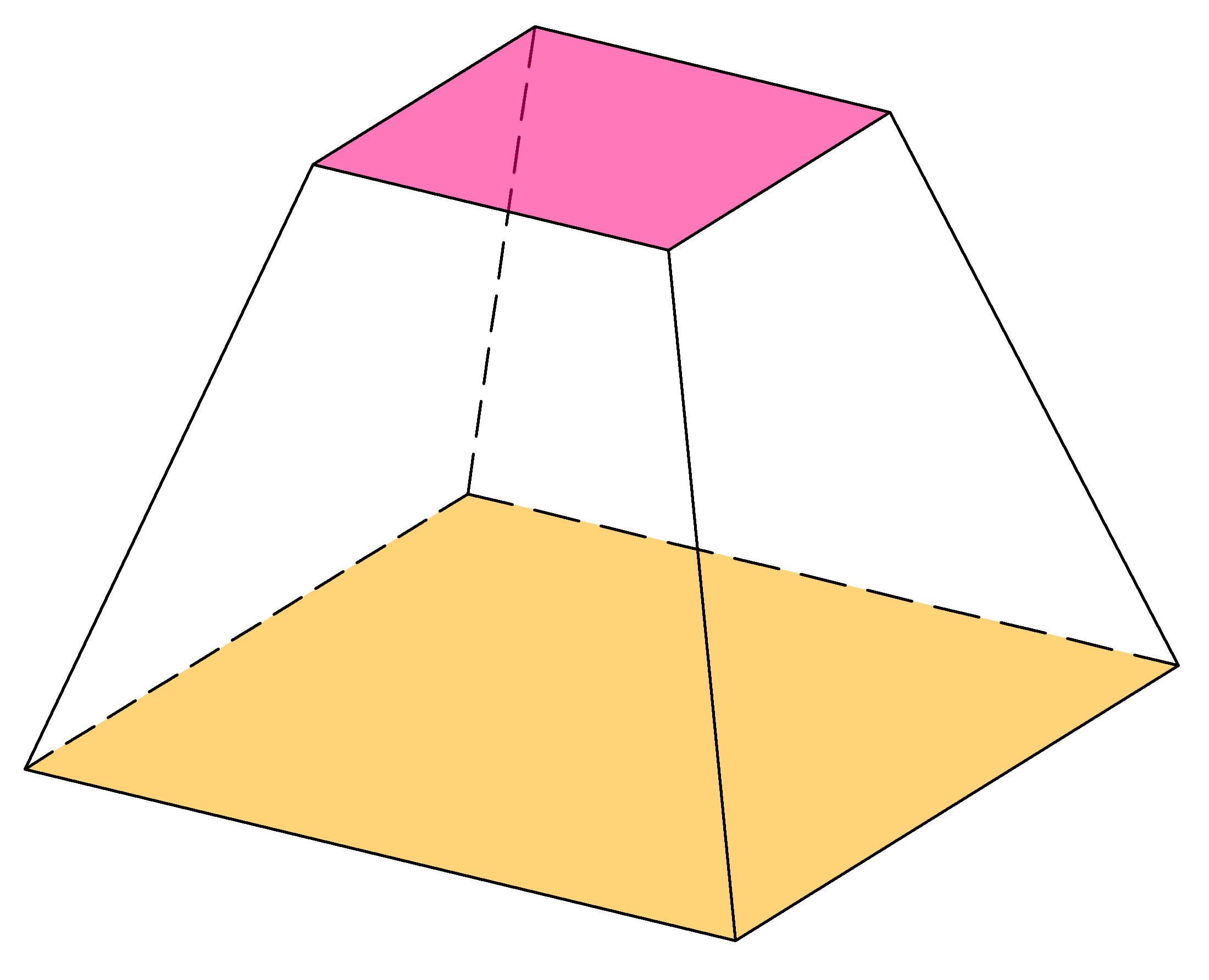
Hình cụt vuông

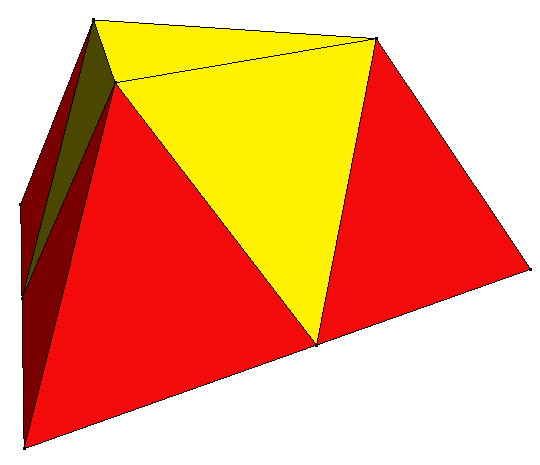
Hình cụt tam giác đều tạo ra từ một đa diện tám mặt đều.

Mỗi một trong hai mặt phẳng song song là mặt đáy trên hoặc mặt đáy dưới của hình cụt. Nếu nó có một trục, thì đó là trục của hình nón hoặc hình chóp ban đầu. Một khối gọi là hình chóp cụt tròn nếu nó có hai mặt trên và mặt dưới là hình tròn; nó là hình cụt vuông nếu trục của nó vuông góc với cả hai mặt trên và mặt dưới, còn trong trường hợp khác gọi là hình cụt xiên.
Chiều cao của hình cụt là khoảng cách vuông góc giữa hai mặt phẳng đáy trên và đáy dưới.
Các hình nón và hình chóp có thể coi như là một trường hợp đặc biệt của hình cụt, khi một trong các mặt trên hoặc dưới suy biến thành một điểm.

## Công thức tính

### Thể tích
Công thức tính thể tích của hình chóp cụt cắt ra từ hình chóp vuông đã được các nhà toán học Ai Cập cổ đại tìm ra trong khoảng triều đại thứ 13 (khoảng thế kỷ 1850)nêu trong cuộn giấy Moscow (Moscow Mathematical Papyrus):
{\displaystyle V={\frac {1}{3}}h(a^{2}+ab+b^{2}).}
với a và b là các cạnh của mặt đáy và mặt trên của hình chóp cụt vuông, và h là chiều cao.
Người Ai Cập cổ đại đã biết đến công thức chính xác tính thể tích của hình chóp cụt vuông cắt ra từ hình chóp vuông, nhưng họ đã không để lại một chứng minh nào cho công thức này trong cuộn giấy Moscow.
Thể tích của hình nón cụt hoặc hình cụt bằng thể tích của khối trước khi bị cắt trừ đi thể tích phần đỉnh bị cắt:
{\displaystyle V={\frac {h_{1}B_{1}-h_{2}B_{2}}{3}}}
với B1 là diện tích mặt đáy, B2 là diện tích mặt đỉnh, và h1, h2 là chiều cao vuông góc từ đỉnh đến hai mặt đáy dưới và đáy trên.
Nhận thấy rằng
{\displaystyle {\frac {B_{1}}{h_{1}^{2}}}={\frac {B_{2}}{h_{2}^{2}}}={\frac {\sqrt {B_{1}B_{2}}}{h_{1}h_{2}}}=\alpha }
công thức thể tích có thể biểu diễn bằng tích của tỉ số α/3 và hiệu lập phương của hai chiều cao h1 và h2.
{\displaystyle V={\frac {h_{1}ah_{1}^{2}-h_{2}ah_{2}^{2}}{3}}={\frac {a}{3}}(h_{1}^{3}-h_{2}^{3})}
Bằng cách phân tích hiệu của hai lập phương (a3 - b3 = (a-b)(a2 + ab + b2)) thu được h1−h2 = h, chiều cao của hình chóp cụt và α(h12 + h1h2 + h22)/3.
Thay α vào công thức trên, ta thu được công thức tính thể tích dạng Heron cho chóp cụt theo diện tích hai đáy và chiều cao:
{\displaystyle V={\frac {h}{3}}(B_{1}+{\sqrt {B_{1}B_{2}}}+B_{2})}
Heron của Alexandria đã tìm ra dạng công thức trên và gặp đến vấn đề số ảo, căn bậc hai của một số âm.
Đặc biệt, công thức tính thể tích của hình nón cụt là 
{\displaystyle V={\frac {\pi h}{3}}(R_{1}^{2}+R_{1}R_{2}+R_{2}^{2})}
với π bằng 3,14159265..., và R1, R2 là các bán kính của hai đáy.
Thể tích của hình cụt có các mặt trên và dưới là đa giác đều n cạnh bằng
{\displaystyle V={\frac {nh}{12}}(a_{1}^{2}+a_{1}a_{2}+a_{2}^{2})\cot {\frac {\pi }{n}}}
với a1 và a2 lần lượt là các cạnh của hai đa giác đều đáy trên và đáy dưới.

### Diện tích bề mặt
Đối với hình cụt nón vuông
{\displaystyle {\begin{aligned}{\text{Diện tích mặt bên}}&=\pi (R_{1}+R_{2})s\\&=\pi (R_{1}+R_{2}){\sqrt {(R_{1}-R_{2})^{2}+h^{2}}}\end{aligned}}}
và
{\displaystyle {\begin{aligned}{\text{Tổng diện tích}}&=\pi ((R_{1}+R_{2})s+R_{1}^{2}+R_{2}^{2})\\&=\pi ((R_{1}+R_{2}){\sqrt {(R_{1}-R_{2})^{2}+h^{2}}}+R_{1}^{2}+R_{2}^{2})\end{aligned}}}
với R1 và R2 lần lượt là bán kính của các mặt dưới và mặt trên, và s độ dài của đường dốc của hình cụt nón.
Diện tích bề mặt của hình cụt vuông mà các đáy là hai đa giác đều n đỉnh bằng
{\displaystyle A={\frac {n}{4}}\left[(a_{1}^{2}+a_{2}^{2})\cot {\frac {\pi }{n}}+{\sqrt {(a_{1}^{2}-a_{2}^{2})^{2}\sec ^{2}{\frac {\pi }{n}}+4h^{2}(a_{1}+a_{2})^{2}}}\right]}
với a1 và a2 lần lượt là các cạnh của hai đáy.

## Ví dụ
- Tòa nhà John Hancock Center ở Chicago, Illinois là hình cụt có đáy là hình chữ nhật.
- Tượng đài Washington là một cột tháp hình cụt có đỉnh là một kim tự tháp nhỏ.
- Hình chóp cụt quan sát (viewing frustum) trong đồ họa 3D là một mô hình trường quan sát của camera.
- Cốc uống nước.